# Meine wilden Töchter
Meine wilden Töchter ist eine US-amerikanische Sitcom, die von 2002 bis 2005 auf ABC ausgestrahlt wurde. Sie basiert auf dem Buch 8 Simple Rules for Dating My Teenage Daughter von W. Bruce Cameron. Im deutschsprachigen Raum  wurde sie erstmals 2004 auf dem Pay-TV-Sender Disney Channel gesendet, kurz darauf folgte die Free-TV-Ausstrahlung in Deutschland auf ProSieben und in Österreich auf ORF 1. Sie wurde ebenfalls auf Kabel eins und in der Schweiz bei 3+ gesendet.

## Inhalt
Meine wilden Töchter ist eine Sitcom über ein verheiratetes Ehepaar mit drei Kindern, welche in einer Vorstadt von Detroit, Michigan leben. Der Vater Paul Hennessy ist anfangs ein Sportjournalist, wechselt aber später in eine andere Abteilung. Da seine Frau Cate ihren Job als Krankenschwester wieder aufnehmen will, spielt er eine aktive Rolle in der Erziehung seiner Kinder und muss dadurch seine Arbeit nach Hause verlegen. Aber bald ist er mit der Verantwortung bei der Erziehung seiner beiden wilden Teenager-Töchter überfordert. Daher schreibt er eine neue Kolumne darüber und gibt anderen Eltern Tipps, seine Fehler zu vermeiden.
Nachdem Hauptdarsteller John Ritter während der Dreharbeiten zur zweiten Staffel an einer Aortendissektion gestorben war, drehte sich die Serie anschließend (ab Episode 4 der zweiten Staffel) auch darum, wie die Familie den plötzlichen Tod des Vaters verarbeitet. So tauchten erstmals auch der Großvater und der Neffe C.J. in der Serie auf; sie wurden danach fester Bestandteil der Serie.

## Besetzung
| Rolle            | Schauspieler    | Synchronsprecher   | Zeitraum                |
| ---------------- | --------------- | ------------------ | ----------------------- |
| Paul Hennessy    | John Ritter     | Stefan Gossler     | 2002–2003 bis Folge 2.3 |
| Cate Hennessy    | Katey Sagal     | Traudel Haas       | 2002–2005               |
| Bridget Hennessy | Kaley Cuoco     | Sonja Spuhl        | 2002–2005               |
| Kerry Hennessy   | Amy Davidson    | Julia Meynen       | 2002–2005               |
| Rory Hennessy    | Martin Spanjers | Till Völger        | 2002–2005               |
| Jim Egan         | James Garner    | Claus Biederstaedt | 2003–2005 ab Folge 2.4  |
| C.J. Barnes      | David Spade     | Dietmar Wunder     | 2003–2005 ab Folge 2.10 |

## Auszeichnungen
- 2003
  - ASCAP Award
    - Kategorie „Beste Fernsehserie (Top TV Series)“ für Dan Foliart

  - Genesis Awards
    - Kategorie „Fernsehen – Comedyserie (Television – Comedy Series)“ für die Folge „Deer God“.

  - People’s Choice Award
    - Kategorie „Neue Lieblingscomedyserie (Favorite Television New Comedy Series)“

  - Teen Choice Award
    - Choice TV Breakout Show
    - Choice TV Breakout Star – Female für Kaley Cuoco

- 2004
  - Emmy
    - Kategorie „Herausragende Kameraführung in einer Multikameraserie (Outstanding Cinematography for a Multi-Camera Series)“ für Bruce L. Finn für die Folge „Goodbye“.

  - Young Artist Award
    - Kategorie „Beste Darstellung in einer Fernsehserie – junger Hauptdarsteller (Best Performance in a TV Series (Comedy or Drama) – Leading Young Actor)“ für Martin Spanjers

- 2005
  - Genesis Awards
    - Sid Caesar Comedy Award für die Folge „Finale – Part Deux“.

  - Prism Award
    - Kategorie „Darstellung in einer Comedyserie (Performance in a Comedy Series)“ für Katey Sagal

Zudem wurden Kaley Cuoco und Martin Spanjers 2003 (und 2004) für den Young Artist Award in verschiedenen Kategorien nominiert.

## Cameo-Auftritte
In der Episode Wilde Zeiten (OT: Old flame) trifft Katey Sagal (Cate Hennessy) ihren ehemaligen Serienkollegen Ed O’Neill alias Al Bundy aus Eine schrecklich nette Familie als ihre Jugendliebe wieder.
In der Folge Herzbube mit zwei Damen (OT: Come and knock on our door) träumt sich John Ritter in seine gleichnamige Erfolgsserie zurück. In seinem Traum spielt er allerdings die Rolle des kauzigen Vermieters Mr. Roper, während seine Töchter die Rollen der Mitbewohnerinnen einnehmen und Kyle – der Freund seiner Tochter Bridget – in die Rolle des scheinbar schwulen Mitbewohners schlüpft. Zum Abschluss der Folge träumt Paul erneut und wacht in seinem Bett neben Don Knotts auf, der in Herzbube mit zwei Damen als Mr. Furley die Hausverwaltung von Mr. Roper übernommen hatte.
Den Nachbar Fred Doyle spielt einige Folgen lang John Ratzenberger, der in Cheers den Cliff Clavin spielte. Seine Frau Mary Ellen wird durch Shelley Long verkörpert, die Cliff in Cheers als Bedienung Diane Chambers zutiefst verachtete.